# Знак гренадера
Знак гренадера — польська військова відомча відзнака, яку вручали солдатам піхотних формувань Збройних сил Польщі, як відзнаку за відмінну майстерність у володінні ручною гранатою. Відзнаку виконано у формі овального щита з нанесеним рельєфним зображенням розриву гранати з полум'ям, на зворотному боці щита прикріплено пружину, використовувану для кріплення значка до петлі форми

## Розмір, Вага та матеріал
- Вага значка — 6,8 грам.
- Розміри — 30 × 20 мм

Знак гренадера виготовленоз листового металу білого кольору (нейзильбер), з хімічним складом: нікель — близько 14 %, мідь — близько 26 %, домішки інших металів допускаються в кількості не більше 1,5 %.
Товщина листового металу, який використовується для виготовлення значка, має бути 1,5 мм.
Пружина для значка також має бути виготовлена з листового металу білого кольору товщиною 0,5 мм

## Правило носіння
Знак військовослужбовець носить на висоті першого ґудзика піджака, посередині, між ґудзиком і пришивкою рукава, на правій частині грудей. При носінні польового спорядження його можна не одягати.
Двічі нагороджений гренадерським знаком дає право власнику носити його з цивільним одягом.